# 0.5ミリ
『0.5ミリ』（れいてんごミリ）は、安藤モモ子の小説（文庫本出版時の名義は安藤桃子）。2011年に幻冬舎より出版された。自身の介護経験をもとに着想を得て書き下ろした。
2014年に同名タイトルで映画化された（後述）。題名の意味は「静電気が起こるくらい近い、人と人との距離感が0.5ミリ」と本人が語っている。

## あらすじ
介護ヘルパーの山岸サワは、ある日派遣先で寝たきり老人の娘から唐突に「冥途の土産におじいちゃんと寝てほしい。」と依頼される。サワは添い寝するだけとの条件で引き受けるが、その日のうちに大事件に巻き込まれ、職場も住居も失ってしまう。
住み慣れた街を離れたサワは、見知らぬ土地土地で見つけたワケありの老人につけこみ、彼らの生活に入り込むおしかけヘルパーを始める。

## 映画
監督・脚本は作者である安藤が担当し、主役には実妹の安藤サクラを迎え、エグゼクティブプロデューサーは実父の奥田瑛二、フードスタイリストは実母の安藤和津が務めた。
ロケは2013年3月から4月にかけて高知県で行われ、同年10月の四万十おきゃく映画祭で初上映。2014年10月に高知市の城西公園に設置した仮設劇場で先行上映したのち、11月8日より全国公開が開始された。

### キャスト
山岸サワ
演 - 安藤サクラ
介護ヘルパー。介護ヘルパーという仕事柄、世話好きで周りの人にテキパキと指示を出すのが得意。押しが強く口が上手い人物で、作中で行う脅し文句を言う時にこれらの力が発揮されている。特技は、料理で献立のレパートリーも多い。倹約家でスーパーに行っても無駄な食材などは買わない主義。普段は比較的穏やかな性格だが、内面には気性が激しい部分があり怒ると暴力的な一面もある。

#### 雪子の家族と元夫
片岡雪子
演 - 木内みどり
専業主婦。日常を送る上でかなり疲れているが表面上はいつも笑顔を取り繕っている。反抗期の息子が本ばかりに夢中で会話をしてくれないことに悩む。亡き母(雪子の祖母)を恋しがる父のために一晩だけ添い寝をしてほしいとサワに一生のお願いをする。
片岡昭三
演 - 織本順吉
雪子の実父。ほぼ寝たきりで日常的に介助が必要なお年寄り。会話はやや困難だが、支えがあれば何とか立って歩ける状態。雪子によると日によって状態は変わり、赤ちゃん返りをすることがあるとのこと。
片岡マコト
演 - 土屋希望
雪子の子。年齢は中学生ぐらいだが学校には通っていない。耳は聞こえているが反抗期なのかは不明だが意図的に話さずに筆談で意思表示する。趣味は読書で、父親と暮らし始めた頃は多数の本に囲まれた自室で生活している。
佐々木健（たけし）
演 - 柄本明
雪子の元夫。マコトの父。ただし10数年前のマコトが生まれる前に雪子とは別れ、家を出た。現在は2階建てのだだっ広い倉庫を改装したような建物でマコトを引き取って2人で暮らしている。造船所で働いているが生活状況は厳しい。酒好き。

#### 真壁家の関係者
真壁義男
演 - 津川雅彦
お年寄り。広い一軒家に妻と2人暮らし。詳しい仕事は不明だが本人によると月に何度か人を集めて『勉強会』を開いており、地元では人望があるとのこと。論理的な思考の持ち主で堅物で他人に厳しい性格だが、スケベで若い女性などに興味を持っている。親しい人にも敬語を使った話し方が特徴。第二次世界大戦の時は江田島で海軍にいたことがある。
真壁静江
演 - 草笛光子
義男の妻。寝たきり生活を送り一応相手が言うことは理解しているものの、言葉数は少ない。ただし、歌うことが好きで主にクラシック曲を好み、作中ではF.シューベルトの『菩提樹』などを歌唱したりハミングしている。
浜田
演 - 角替和枝
介護ヘルパー。週に数日真壁家に訪れて静江の介護に携わる。サワよりだいぶ年上だが、サワの方が介護も料理も上手。話好きで詮索好きな性格で義男から時々疎まれることがある。サワとは親しくしていたが、途中から溝が生じる。
真壁久子
演 - 浅田美代子
義男の姪。真壁夫妻の面倒を見るために真壁家に訪れる。過去に自身の母の介護生活を経験したがその後母が亡くなり、思うように介護してあげられたなかったことを悔やんでいる。

#### その他サワが出会う人たち
石黒茂
演 - 坂田利夫
お年寄り。自由気ままに生活する一方、裏で日常的に工具を使って他人の自転車を盗んだり、タイヤをパンクさせるなどの迷惑行為をしている。自分の考えが正しいと思うと他人の意見を聞こうとしないかなり頑固な性格。一人暮らしをしており、離れた場所に娘家族がいる。過去に自動車整備士の仕事をしていた。宝物は、40年間愛用しているいすゞ・117クーペという車。
斉藤末男
演 - ベンガル
茂の知人。周りからそっけない態度を取られている茂の話を親身になって聞いたことから親しくなる。茂に投資話を持ちかける。
康夫
演 - 井上竜夫
お年寄り。カラオケ店に訪れる客。ケースに入った酸素吸入器を常に持ち歩く。息子夫婦と同居している。カラオケ店の受付でちょっとしたいざこざを起こしていた時に、サワと偶然知り合う。
カラオケ店員
演 - 東出昌大
カラオケ店の受付で働く。来店した康夫がカラオケ店をホテルと間違えて泊まろうとしたため、何度も説明して断ろうとする。

### 他スタッフ
- プロデューサー：長澤佳也
- アソシエイトプロデューサー：畠中鈴子
- 音楽：TaQ、久保田修
- アクション指導：山田一善、高野芽唯
- ヘルパー指導：社会福祉法人ふるさと自然村、医療法人地塩会、医療法人香美会
- デザイナー：梅原真
- 撮影協力：高知県、高知市、高知フィルムコミッション、土佐市、香南市、香美市、いの町、えひめフィルムコミッション、アジア・フィルム・ネットワーク ほか
- ラボ：IMAGICA
- 企画：ゼロ・ピクチュアズ
- 制作プロダクション：リアル・プロダクツ

### 受賞歴
- 第39回報知映画賞
  - 作品賞
  - 助演男優賞（津川雅彦）
- 第88回キネマ旬報ベスト・テン[5]
  - 主演女優賞（安藤サクラ、『百円の恋』と合わせての受賞）
  - 新人男優賞（東出昌大、『アオハライド』『寄生獣』、『クローズEXPLODE』と合わせての受賞）
- 第38回日本アカデミー賞[6]
  - 優秀主演女優賞（安藤サクラ）
- 第69回毎日映画コンクール[7]
  - 女優主演賞（安藤サクラ）
  - 脚本賞（安藤桃子）
- 第57回ブルーリボン賞[8]
  - 主演女優賞（安藤サクラ、『百円の恋』と合わせて受賞）
- 第10回おおさかシネマフェスティバル[9][10]
  - 2014年度ベストテン・第3位（日本映画の部）
  - 助演男優賞（坂田利夫）
- 第29回高崎映画祭[11]
  - 主演女優賞（安藤サクラ、『百円の恋』と合わせての受賞）
  - 新進監督グランプリ（安藤桃子）
- 第24回日本映画批評家大賞[12]
  - 作品賞
  - 主演女優賞（安藤サクラ、『百円の恋』と合わせての受賞）
- 第18回上海国際映画祭[13]
  - アジアン・ニュータレントアワード部門
    - 最優秀監督賞（安藤桃子）
    - 優秀作品賞
    - 優秀脚本賞（安藤桃子）
- 第59回三浦賞（灰原隆裕）